# Honeymoon Salad
 (juillet 2017).
Si vous disposez d'ouvrages ou d'articles de référence ou si vous connaissez des sites web de qualité traitant du thème abordé ici, merci de compléter l'article en donnant les références utiles à sa vérifiabilité et en les liant à la section « Notes et références ».
Honeymoon Salad (ハネムーンサラダ) est un manga écrit et dessiné par Hikaru Ninomiya. Il est prépublié entre 2000 et 2002 dans le magazine Young Animal et est compilé en cinq tomes par Hakusensha.